# August Husemann
August Heinrich Husemann (* 5. September 1833 in Stolzenau; † 17. Juli 1877 in Thusis) war ein deutscher Apotheker und Chemiker.

## Leben
Nach Privatunterricht und dem Besuch des Gymnasiums in Detmold, ging Husemann 1848 an der Detmolder Hofapotheke in die Lehre. Es folgten Stationen an Apotheken in Lamspringe, Aurich und Nienburg, bevor er 1857 an die Universität Göttingen wechselte. Er legte 1858 die Staatsprüfung in Pharmazie ab und widmete sich dann dem Studium der Chemie. Er arbeitete dort unter anderen für Friedrich Wöhler und wurde 1860 Assistent am zu dieser Zeit neuen physiologisch-chemischen Laboratorium. Am 8. August 1860 wurde er mit einer Dissertation über die Bestandteile von Daucus Carota zum Dr. phil. promoviert, 1862 folgte dann die Habilitation für pharmazeutisch-gerichtliche Chemie. In diese Zeit fiel auch die Isolation des Lysins. Gesundheitliche Schwierigkeiten, er bekam Lungenbluten, zwangen ihn zum Aufenthalt in Italien.
1864 erhielt Husemann einen Ruf als Professor der Chemie an die Kantonsschule in Chur. Dort widmete er sich vor allem Untersuchungen des Mineralwassers Graubündens. Seine Arbeit musste er immer wieder aufgrund weiterer Lungenblutungen einschränken. Im Jahr 1876 zwangen ihn die gesundheitlichen Gründe in den Ruhestand. Er verstarb im Haus seiner Schwester in Thusis.
Breite Anerkennung bekam er unter anderem für seine Hand- und Lehrbücher, die er mitunter mit seinem Vetter Theodor Husemann herausgab.

## Schriften (Auswahl)
- mit Theodor Husemann: Handbuch der Toxikologie. Im Anschlusse an die zweite Auflage von A. W. M. van Hasselts Handleiding tot de vergiftleer für Aerzte und Apotheker. Georg Reimer, Berlin 1862, (Digitalisat; Supplementband. ebenda 1867, Digitalisat).
- Grundriss der reinen Chemie. Als Lehrbuch für Realschulen, Lyceen und technische Lehranstalten, sowie als Repetitorium für Studirende der Medicin und Pharmacie. Springer, Berlin 1868, (Digitalisat).
- mit Theodor Husemann: Die Pflanzenstoffe in chemischer, physiologischer, pharmakologischer und toxikologischer Hinsicht. Für Aerzte, Apotheker, Chemiker und Pharmakologen. Springer, Berlin 1871, (Digitalisat).
- Elemente der Chemie als Grundlage des landwirthschaftlichen Unterrichts für landwirthschaftl. Schulen, Fortbildungsschulen, Lehrerseminarien und Mittelschulen. J. J. Christen, Aarau 1871, (Digitalisat).